# Prigoda
Prigodë en albanais et Prigoda en serbe latin (en serbe cyrillique : Пригода) est une localité du Kosovo située dans la commune/municipalité d'Istog/Istok et dans le district de Pejë/Peć. Selon le recensement kosovar de 2011, elle compte 571 habitants.

## Démographie

### Évolution historique de la population dans la localité
| 1948 | 1953 | 1961 | 1971 | 1981 | 1991 | 2011 |
| ---- | ---- | ---- | ---- | ---- | ---- | ---- |
| 343  | 325  | 367  | 467  | 702  | 804  | 571  |

|  |

### Répartition de la population par nationalités (2011)
En 2011, les Albanais représentaient 98,42 % de la population.